# Spongia graminea
Spongia graminea är en svampdjursart som beskrevs av Hyatt 1877. Spongia graminea ingår i släktet Spongia och familjen Spongiidae. Inga underarter finns listade i Catalogue of Life.